# ارنست اوپیک
ارنست اوپیک (استونیایی: Ernst Öpik; ۲۲ اکتبر ۱۸۹۳ – ۱۰ سپتامبر ۱۹۸۵) ستاره‌شناس و دانشمند در زمینه اخترشناسی اهل استونی بود.
وی در دانشگاه دولتی مسکو به تحصیل پرداخت و دکترا خود را در دانشگاه تارتو کسب کرد و از سال ۱۹۴۸ تا ۱۹۸۱ در رصدخانه آرما ایرلند شمالی به فعالیت پرداخت.
اوپیک همچنین برندهٔ جوایزی همچون مدال طلائی انجمن سلطنتی اختر شناسان و جایزه بروس شده‌است.